# (11774) Jerne
(11774) Jerne ist ein Asteroid des äußeren Hauptgürtels, der am 17. Oktober 1977 von dem niederländischen Astronomenehepaar Cornelis Johannes van Houten und Ingrid van Houten-Groeneveld entdeckt wurde. Die Entdeckung geschah im Rahmen der 3. Trojaner-Durchmusterung, bei der von Tom Gehrels mit dem 120-cm-Oschin-Schmidt-Teleskop des Palomar-Observatoriums aufgenommene Feldplatten an der Universität Leiden durchmustert wurden, 17 Jahre nach Beginn des Palomar-Leiden-Surveys. Unbestätigte Sichtungen des Asteroiden hatte es vorher am Palomar-Mountain-Observatorium schon im September 1960 unter der vorläufigen Bezeichnung 4192 P-L im Rahmen des ersten Palomar-Leiden-Surveys gegeben.
(11774) Jerne wurde am 1. Mai 2003 nach dem dänischen Mediziner und Immunologen Niels Kaj Jerne (1911–1994) benannt. Jerne erhielt 1984 gemeinsam mit Georges J. F. Köhler und César Milstein den Nobelpreis für Physiologie oder Medizin „für Theorien über den spezifischen Aufbau und die Steuerung des Immunsystems und für die Entdeckung des Prinzips der Produktion von monoklonalen Antikörpern“. Nach Georges J. F. Köhler wurde am selben Tag der Asteroid des inneren Hauptgürtels (11775) Köhler benannt, nach César Milstein ebenfalls am 1. Mai 2003 der Asteroid des äußeren Hauptgürtels (11776) Milstein.